# 陳-西蒙斯形式
在數學中，陳-西蒙斯形式（英語：Chern–Simons form）以陳省身和詹姆斯·哈里斯·西蒙斯的名字命名。這些微分形式在規範理論、楊-米爾斯理論、物理學、幾何、和拓撲有許多應用。他們是陳-西蒙斯理論的主要對象。

## 公式
若(M, G)是主丛，F是曲率：
{\displaystyle F=dA+A\wedge A}
陳-西蒙斯形式是：
{\displaystyle dCS_{2k-1}(A)=tr(F^{k})}
例如：
{\displaystyle CS_{1}=tr(A)}
{\displaystyle CS_{2}=tr(dA\wedge A+{\frac {2}{3}}A\wedge A\wedge A)}
{\displaystyle CS_{3}=tr(dA\wedge dA\wedge A+{\frac {3}{2}}dA\wedge A^{3}+{\frac {3}{5}}A^{5})}
等。在陈原来的文章，他用TP=CS。目前在物理学和数学中，CS（Chern-Simons）是标准的。

## 阅读
- Chern, S.-S.（陳省身）; Simons, J. (1974). "Characteristic forms and geometric invariants". Annals of Mathematics. Second Series. 99 (1): 48–69. doi:10.2307/1971013. JSTOR 1971013.